# Зибек, Рудольф
Рудольф Зибек (нем. Rudolph Siebeck, 1812—1878) — немецкий и австрийский ландшафтный архитектор; создатель Венского городского парка.
Рудольф Зибек родился в семье Юстуса Августа Давида Генриха Зибека, служившего органистом при лейпцигской церкви св. Иоанна. Окончив в 1826—1829 годах садовническую школу в Альтенбурге, он изучал затем ботанику в Лейпцигском университетете, предприняв целый ряд образовательных поездок по Европе.
Его первой крупной работой стал представленный в 1835 году проект преобразования лейпцигского заливного леса Розенталь в ландшафтный городской парк, характер которого, в целом, сохранился до наших дней.
В 1842—1845 годах Зибек состоял садовником в Вене на службе у барона Карла фон Хюгеля (нем. Carl von Hügel, 1795—1870) — основателя Австрийского общества растениеводства (Österreichische Gartenbau-Gesellschaft).
В 1846 году Рудольф Зибек принял предложение стать главным садовником (нем. Ratsgärtner) Лейпцига и отвечал за оформление городских общественных садов и променада. В Лейпциге он, однако, несмотря на ряд успешных публикаций по вопросам оформления и классификации садов, не всегда находил поддержку городского совета. В конечном счёте, неудовлетворённый итогами конкурса на оформление парка на южной границе исторического города (современный парк Шиллера), в конце 1857 года Зибек подал в отставку.

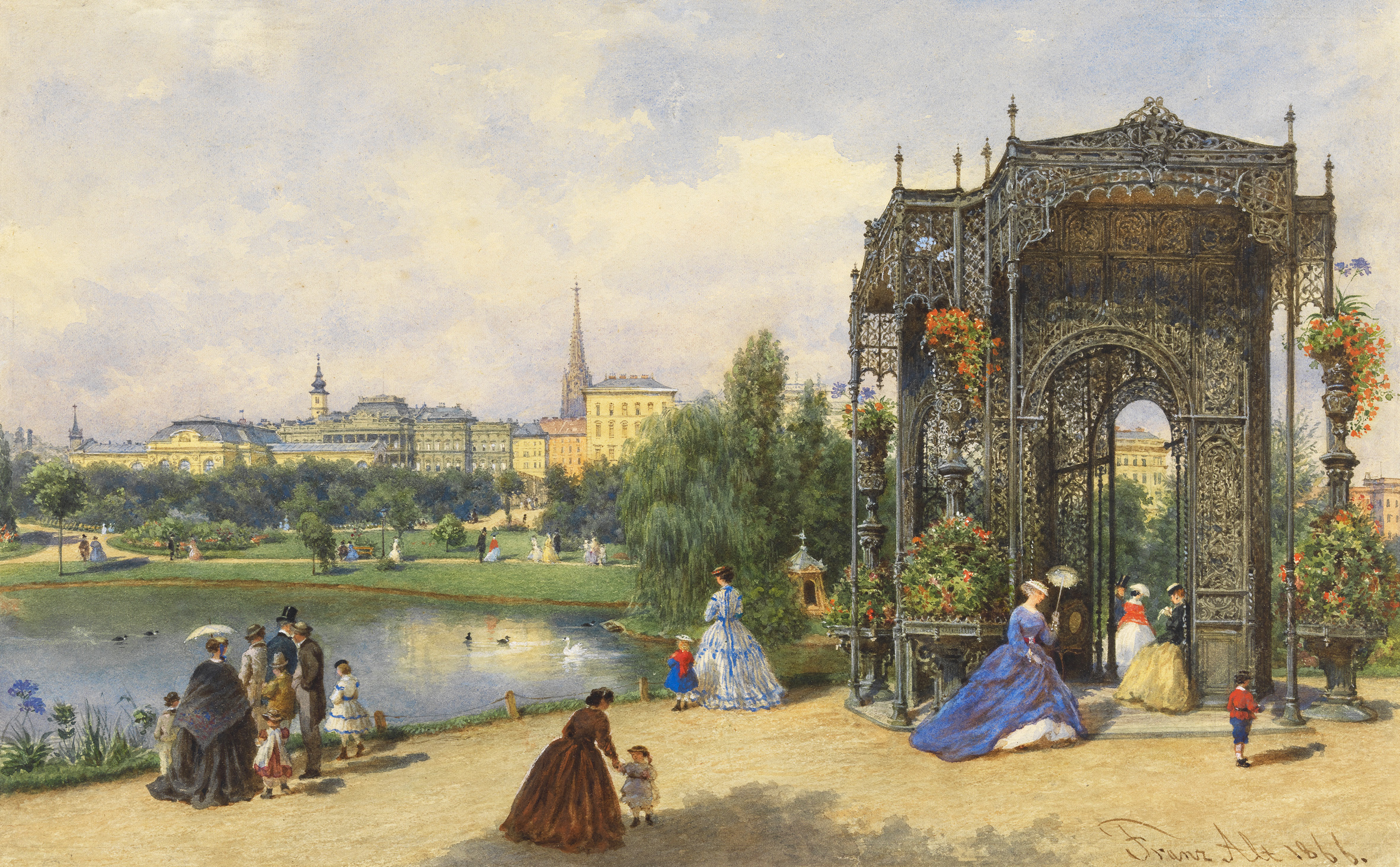
Франц Альт, Чугунный павильон в Городском парке (1866)

Покинув Лейпциг, он вернулся в Вену, где с 1861 года занимал пост главного городского садовника австрийской столицы, подчиняясь сперва Комиссии по развитию города, и с 1871 года первым получив должность директора городских садов. Уже в 1862 году совместно с художником Йозефом Селлени Рудольф Зибек спроектировал и обустроил Венский городской парк, ставший первым значимым общественным парком Вены. В Вене под его руководством были разбиты парк у Венской ратуши в 1859—1862 годах, Шёнборновский парк в 1862—1863 годах, Парк Эстерхази в 1862—1869 годах и аллеи Венского Ринга в 1863—1878 годах.
Среди других работ Рудольфа Зибека за пределами Вены следует выделить перестройку придворного сада дворца Мирабель в Зальцбурге и оформление площади Николы Шубича Зринского в Загребе в 1872 году.
Вышедший на пенсию в 1878 году Рудольф Зибек скончался 19 июля того же года в Граце и был похоронен на местном кладбище св. Леонхарда.

### Теоретические сочинения
- Die bildende Gartenkunst in ihren modernen Formen: Auf 20 colorirten Taf. m. ausführl. Erklärg. u. nöthigen Beispielen übereinstimmend mit der vorausgehenden fasslichen Theorie der bildenden Gartenkunst dargest. v. Rudolph Siebeck. — Leipzig, Voigt, 1853
- Entwürfe zu Garten- und Parkanlagen verschiedenen Charakters in mannigfaltigen Situationen: 20 Pläne zur Anwendung bei günstigen Verhältnissen. — Berlin, Wiegandt & Hempel, ca. 1853
- Das Decameron oder 10 Darstellungen vorzüglicher Formen und Characterverbindungen aus dem Gebiethe der Landschaftsgartenkunst. — Leipzig, Arnold, 1856
- Atlas zur bildenden Gartenkunst in ihren modernen Formen. — Leipzig, Schrag, 1860
- Dr. Rudolph Siebeck’s Ideen zu kleinen Gartenanlagen. — Leipzig, Voigt, 1860
- Die Verwendung der Blumen und Gesträuche zur Ausschmückung der Gärten: mit Angabe der Höhe, Farbe, Form, Blüthezeit und Cultur derselben. — Leipzig, Voigt, 1860
- Die Elemente der Landschafts-Gartenkunst in einem Plane dargestellt und durch die bestimmenden Motive erläutert: ein Leitfaden zum Studium für Gärtner und kunstsinnige Laien, Colorirte Ausg., — Leipzig, Schrag, 1861
- Acht colorirte Gartenpläne: mit erläuterndem Text Wiegandt, — Berlin, Hempel & Parey, ca. 1873